# Tennis de table aux Jeux olympiques d'été de 2000
Pour un article plus général, voir Tennis de table aux Jeux olympiques.
Navigation
Atlanta 1996 Athènes 2004
Les épreuves de tennis de table aux Jeux olympiques de 2000  sont au nombre de quatre : simple hommes, simple femmes, double hommes et double femmes.

## Tableau des médailles
| Rang | Nation         | Or | Argent | Bronze | Total |
| ---- | -------------- | -- | ------ | ------ | ----- |
| 1    | Chine          | 4  | 3      | 1      | 8     |
| 2    | Suède          | 0  | 1      | 0      | 1     |
| 3    | Taipei chinois | 0  | 0      | 1      | 1     |
| 3    | Corée du Sud   | 0  | 0      | 1      | 1     |
| 3    | France         | 0  | 0      | 1      | 1     |

## Podiums
| Épreuve          | Or                 | Argent                    | Bronze                             |
| ---------------- | ------------------ | ------------------------- | ---------------------------------- |
| Simple messieurs | Kong Linghui       | Jan-Ove Waldner           | Liu Guoliang                       |
| Simple dames     | Wang Nan           | Li Ju                     | Chen Jing                          |
| Double messieurs | Wang Liqin Yan Sen | Kong Linghui Liu Guoliang | Patrick Chila Jean-Philippe Gatien |
| Double dames     | Li Ju Wang Nan     | Yang Ying Sun Jin         | Kim Moo-kyu Ryu Ji-hae             |